# 일차운동피질
일차운동피질(一次運動皮質, primary motor cortex, MI) 또는 일차운동겉질은 전두엽의 등쪽(dorsal)에 위치한 대뇌 피질이다. 해부학적으로 중심고랑의 앞에 있으며, 중심고랑의 전후 피질을 감각운동피질(sensorimotor cortex; SMC)라고 하는데 그 중 전방에 있다 하여 전방감각운동피질(ventral SMC; vSMC)라고도 한다. 또한 롤랜드 피질(Rolandic cortex)라고도 한다.
전운동피질, 보조운동영역, 후두정엽피질 등과 함께 운동을 계획하고 실행하는데 주요한 역할을 하는 대뇌 피질 중 하나이다. 해부학적으로는 베츠세포라고 하는 거대한 뉴런이 분포하는 영역으로 정의된다. 이 베츠 세포는 축삭을 척수로 길게 뻗어 척수에 있는 연합 신경 세포와 직접 시냅스를 형성한다.
브로드만 영역 4에 해당한다.

## 기능

### 호문클루스

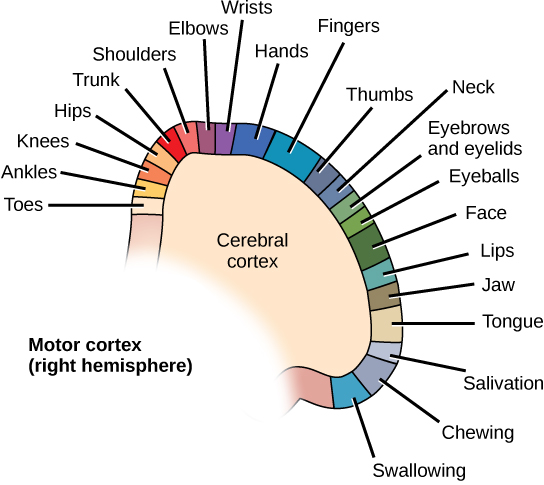
운동피질의 각 부위는 서로 다른 영역의 운동기능을 조절한다.

일차운동피질에서는 각 신체에 대응되는 부분이 발가락에서 입까지 중심구를 따라 규칙적으로 배열되어있다. 그러나 모든 세포가 정확히 한 운동영역에만 대응되는 것은 아니어서, 서로 다른 운동영역에 대해 여러 개의 세포가 활성화되기도 한다. 이처럼 각 부위가 서로 다른 신체 부위의 운동 기능을 조절하는 것을 두고 호문클루스라고도 한다. 호문클루스의 각 위치는 우측 그림을 참고하라.

### 운동 암호화
1968년에 일차운동피질의 뉴런이 근육에 가하는 힘의 세기와 연관되어있을지도 모른다는 가설이 제시되었다. 운동피질의 뉴런이 활성화되면 신호를 척수로 보내고, 이 신호는 운동뉴런에게 전달되어 궁극적으로 근육의 수축을 야기한다는 것이다. 따라서 운동피질에서 더 많은 뉴런이 활성화되면 더 강한 힘으로 근육을 수축할 것이라는 결론을 내렸다.
그러나 이처럼 단순히 힘에 대해서만 암호화한다는 가설은 1980년대를 거치면서 비판을 받았다. 존스 홉킨스 대학교의 연구진들은 원숭이들을 대상으로 한 실험에서 특정 방향으로 팔을 움직이게 하며 일차운동피질의 신호를 측정했다. 이들은 원숭이가 팔을 특정 방향으로 움직일 때 뉴런이 가장 크게 흥분하며, 그 반대 방향으로 움직이면 가장 작게 흥분한다는 사실을 발견했다. 이러한 현상을 두고 각각의 뉴런이 운동방향에 마치 투표를 하듯 행동하며, 흥분하는 뉴런의 갯수를 통해 방향을 유추할 수 있다는 가설을 세웠다.
그러나 이러한 주장은 곧 반박에 부딪혔다. 1995년에는 일차운동피질의 뉴런의 흥분 경향이 운동 방향이 아닌 관절을 제어하는 근육의 수축도와 더 강하게 연관되어있다는 사실이 밝혀졌다. 1999년에는 일차운동피질의 뉴런이 손을 움직이는 속도와 더 연관이 있음이 밝혀졌고, 궁극적으로 일부는 운동방향에 관련되어있다면 일부는 힘에 관련되어있음이 알려져 1968년의 가설이 어느 정도 옳았다는 것이 밝혀졌다.

## 같이 보기
- 일차 몸감각 겉질 (primary somatosensory cortex)